# Juan José de Armendáriz
Juan José de Armendáriz, también firmó como José de Armendáriz, (Mues, Navarra, ca. 1765– Pamplona, 1804), fue un arquitecto titulado por la Real Academia de Bellas Artes de San Fernando, seguidor del neoclasicismo. Desde 1797 desempeñó el puesto de encargado de obras del obispado de Pamplona hasta su fallecimiento en 1804.

## Estudios
Nació hacia 1765 en Mues, una localidad próxima a Estella. No se tienen noticias suyas ni familiares ni personales. Cursó los estudios de arquitectura en la Real Academia de Bellas Artes de San Fernando entre 1790 y 1796 en la que se formó dentro del neoclasicismo que preconizaba esta institución y que desde mediados de siglo se había extendido por Europa. Como trabajo de fin de carrera presentó una propuesta de “Casa Real de moneda, oro y plata” que constituye su único  proyecto de arquitectura civil ya que, como se verá, se dedicó exclusivamente a la religiosa.

## Trabajo
A su regreso de Madrid, en 1797 fue nombrado responsable de las obras de la diócesis de Pamplona con el cometido de supervisar la idoneidad de las construcciones y reformas que se proyectaban en las parroquias y, en ocasiones, él mismo fue quien redactó los proyectos. Trabajó intensamente en el citado puesto durante siete años, hasta su fallecimiento cuando rondaba los cuarenta años. 

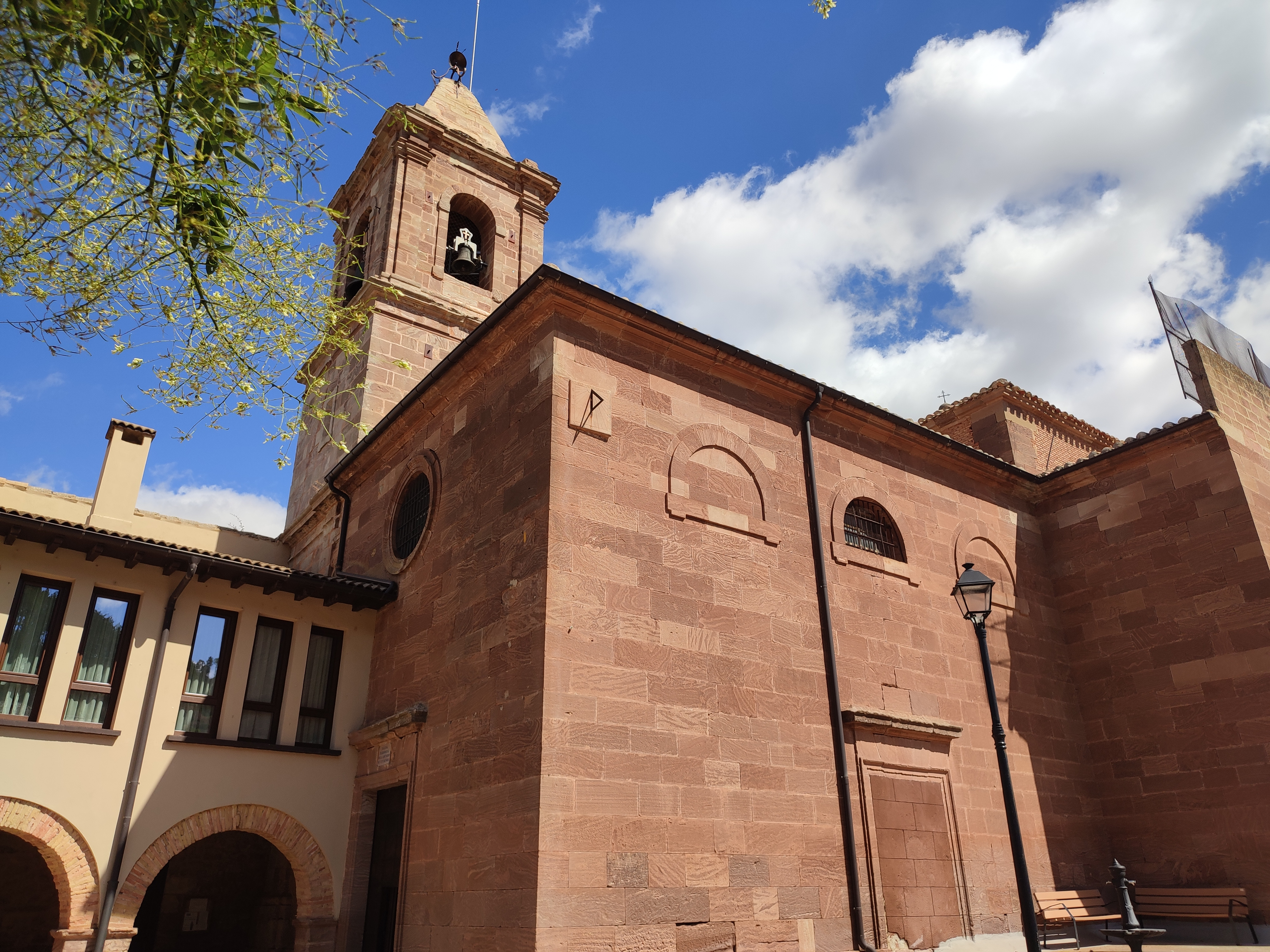
Iglesia de Nuestra Señora de la Asunción en Etayo, proyectada por Juan José de Armendáriz. Los muros despejados, las ventanas de media circunferencia y la puerta adintelada muestran el neoclasicismo que las inspiró

En 1797 participó en el concurso convocado para la reforma de la capilla de san Fermín de la parroquia de San Lorenzo de Pamplona, al que también concurrieron Fernando Martínez Corcín, Diego Díaz del Valle y Santos Ángel de Ochandátegui. Armendáriz propuso un edificio clásico, rematado por una cúpula de media esfera con tambor y linterna, a la manera renacentista; el coste de la obra era el más elevado de los proyectos presentados. Sea como fuere, el ganador fue Santos Ángel de Ochandátegui, el arquitecto más prestigioso en Navarra. 
Al año siguiente recibió el encargo de proyectar un convento para las monjas clarisas, ya que el que habían ocupado —de Santa Engracia— había sido derruido por orden militar, con motivo de la guerra de la Convención,  para despejar el entorno de la muralla correspondiente al barrio de la Rochapea en el que se encontraba ubicado. Armendáriz planteó el nuevo convento en Villava, cerca de Pamplona, aunque finalmente las obras no se llevaron a cabo.

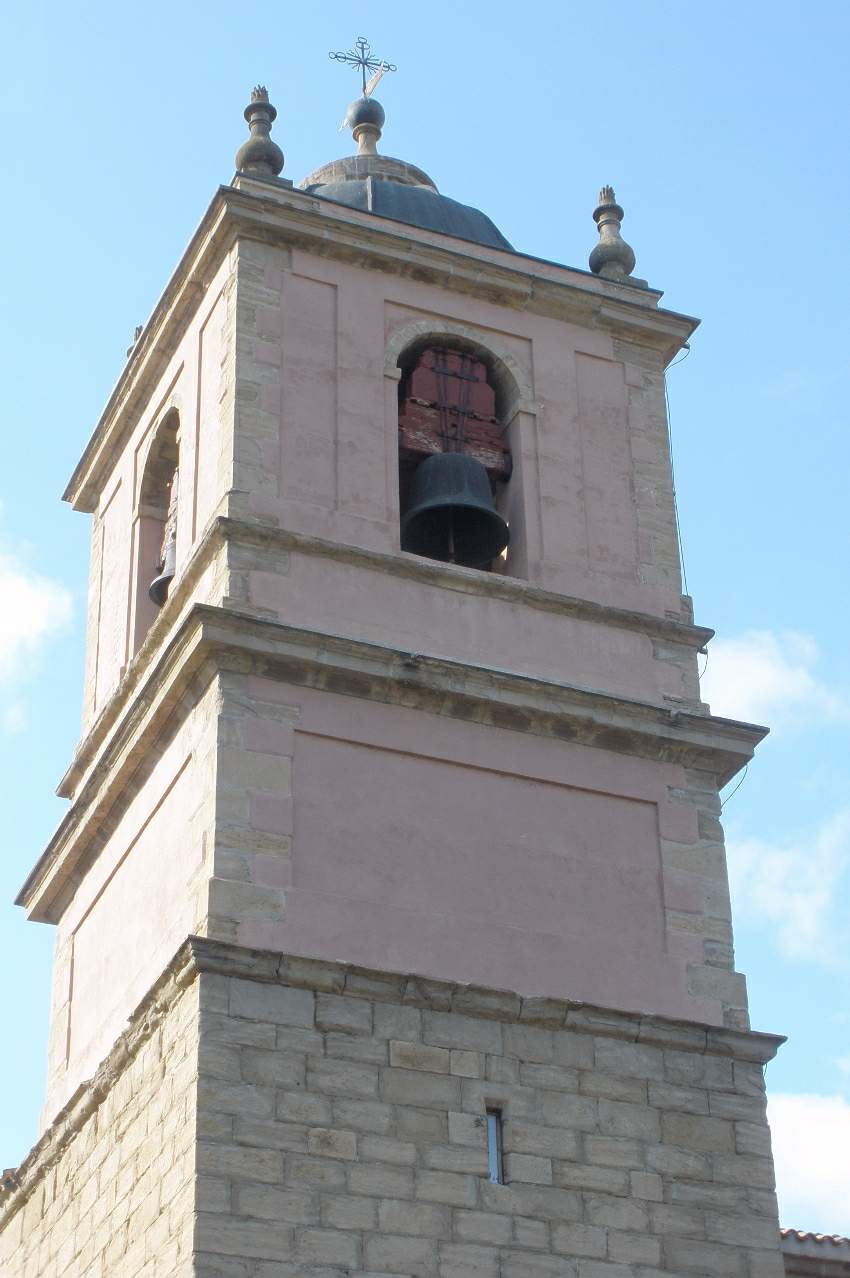
Torre de la iglesia de San Pedro de Puente la Reina, recrecida por Armendáriz

También en 1798 entregó el proyecto de la nueva iglesia parroquial de Irañeta, con una nave y cúpula gallonada en el crucero. El presupuesto era nuevamente elevado, lo que motivó el retraso del inicio de las obras. que finalmente se suspendieron por la muerte del arquitecto en 1804. En este mismo año preparó la reforma de la iglesia parroquial de Arróniz y en 1799 emprendió la construcción de la iglesia parroquial de Etayo, pero su muerte interrumpió los trabajos y finalmente fue Pedro Nolasco Ventura quien terminó esta iglesia y la de Irañeta.
El año 1800 fue de especial intensidad, ya que realizó los proyectos de la parroquia de Ibero, en la que el  campanario —una torre de pequeñas dimensiones, semejante a la planteada en Irañeta— remataba la fachada. Al mismo año pertenecen la torre y pórtico de la parroquia de Obanos, el recrecimiento de la torre de San Pedro de Puente la Reina, y la remodelación  de las parroquias de Solchaga y Monreal. Al año siguiente corresponde el proyecto de la reconstrucción de la iglesia de San Román de Cirauqui. Por estas fechas también diseñó la torre de la iglesia  de Berástegui en Guipúzcoa.
No se tiene noticia de la existencia de obras datadas en 1802, y al siguiente año únicamente firmó el proyecto de la parroquia de Unzu. Este es el último que se conoce, pues por otra parte, como se ha reiterado, falleció en 1804.

## Escuela de Dibujo de Pamplona
Armendáriz colaboró de manera altruista, al  igual que Santos Ángel de Ochandátegui, con la Academia de Dibujo —también denominada Escuela de Arquitectura— creada en Pamplona en 1800 a iniciativa de su compañero Juan Antonio Pagola, con el fin de formar, dentro del neoclasicismo, a jóvenes albañiles, carpinteros y canteros, quienes tras concluir su jornada laboral acudían a las clases nocturnas que Pagola impartía en su casa.

## Recapitulación
La arquitectura de José de Armendáriz se caracteriza por el academicismo neoclásico, el dominio de la simetría, la profesionalidad, así como la minuciosidad tanto en la descripción de las obras como en el presupuesto, aspecto éste que influyó en los precios elevados que planteó.
María Larumbe resume de esta manera la trascendencia del trabajo de Armendáriz como encargado de obras del obispado de Pamplona: «Tuvo una corta vida profesional. Sin embargo, su huella fue muy importante para la arquitectura navarra, ya que su estilo academicista quedó plasmado no solo en sus obras, sino también en las constantes supervisiones que su cargo le exigía.»